# نيت جاكسون
نيت جاكسون (بالإنجليزية: Nate Jackson)‏ هو لاعب كرة قدم أمريكية أمريكي، ولد في 4 يونيو 1979 في سان خوسيه في الولايات المتحدة.

## وصلات خارجية
- نيت جاكسون على موقع مرجع كرة القدم المحترفة.كوم (الإنجليزية)